# Clown maléfique
 (mai 2024).

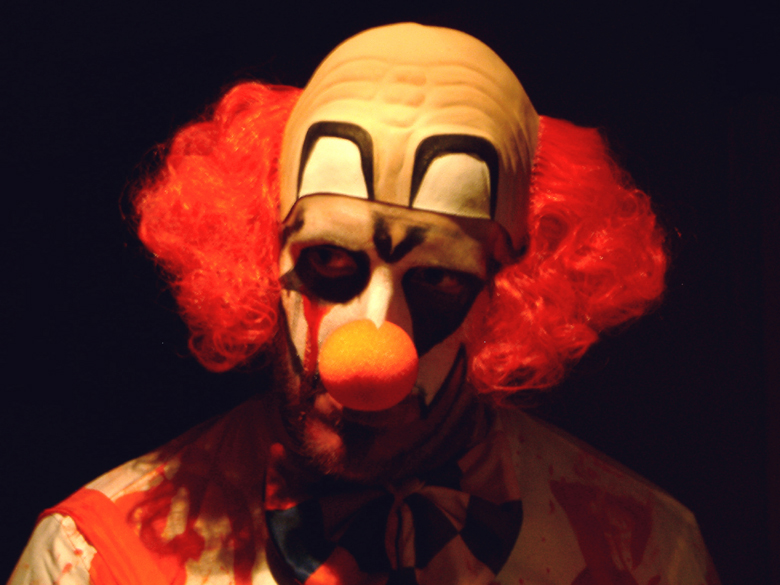
Le clown maléfique détourne l'image comique du clown pour la rendre effrayante.

Le clown maléfique est un personnage type de la culture populaire. Il désigne un clown, ou un personnage à l'apparence de clown, qui, malgré son apparence joviale, comique et joueuse, a un très mauvais fond caractérisé par un sadisme et une cruauté sans limites.

## Origine du stéréotype du clown maléfique
Le personnage du clown, stéréotypé par définition, est devenu un cliché et a été sujet à des détournements : au sens propre, le clown est un personnage comique, son interprète cherche à répandre le bonheur ; on peut alors, par antithèse, imaginer un clown triste (qui ne pourra répandre le bonheur), ou un clown qui cherche à répandre le malheur.
Malgré cette apparence sympathique, de nombreuses personnes ont peur des clowns, à cause de leur apparence grotesque avec un lourd maquillage, traits physiques exagérés et excès de couleurs. Cette peur sous sa forme extrême peut être qualifiée de coulrophobie.
Cet effet de peur est renforcé par la présence grotesque d'un clown hors contexte : une citation attribuée à l'acteur Lon Chaney (1er avril 1883-26 août 1930) dit qu'« un clown sous la lune n'a rien de drôle » (« There is nothing funny about a clown in the moonlight »).